# Magda Chambriard
Magda Maria de Regina Chambriard (Rio de Janeiro, 30 de junho de 1957) é uma engenheira civil brasileira, atual presidente da Petrobras. Anteriormente, foi diretora-geral da Agência Nacional do Petróleo, Gás Natural e Biocombustíveis (ANP) de 2012 a 2016.

## Biografia
Magda Maria de Regina Chambriard nasceu em 30 de junho de 1957, filha de Sérgio Raul de Barros Regina e Cândida Alves de Barros Regina. Seu pai foi advogado e professor de língua portuguesa. É divorciada do cirurgião Claude Jacques Chambriard, de quem adquiriu o sobrenome atual.
Em 1979, formou-se em engenharia civil pela Universidade Federal do Rio de Janeiro (UFRJ). Em 1989, concluiu a pós-graduação em engenharia química pela COPPE/UFRJ. Em 1980, concluiu a pós-graduação em engenharia de reservatórios e avaliação de formações e, em 1983, em engenharia de reservatórios e produção, ambas pela Universidade Corporativa da Petrobras.
Em 1980, ingressou na Petrobras como engenheira estagiária.

## Agência Nacional do Petróleo
Em 2002, ingressou na Agência Nacional do Petróleo, Gás Natural e Biocombustíveis (ANP) como assessora de diretoria. Em 2005, assumiu a Superintendência de Exploração (SEP) da Agência, sendo responsável pela regulação e fiscalização das atividades exploratórias no território nacional. A partir de 2006, assumiu, simultaneamente à SEP, a Superintendência de Definição de Blocos (SDB).
A partir de novembro de 2008, após sabatina e aprovação pelo Senado Federal, tomou posse como diretora. Em março de 2012, foi nomeada diretora-geral em substituição ao ex-diretor-geral Haroldo Lima. Deixou o cargo em dezembro de 2016, com a nomeação de Décio Oddone.
Iniciou seu mandato como diretora-geral da ANP em meio a um clima de otimismo, logo após ter gerido de forma bem sucedida a crise provocada pelo acidente com derrame de óleo no campo de Frade, causado pela Chevron, enquanto ainda ocupava o posto de diretora técnica na ANP. Ao longo de sua carreira conseguiu construir a fama de gestora com perfil técnico, recebendo elogios até mesmo de políticos de oposição ao governo. Seu temperamento considerado linha-dura por alguns rende comparações ao estilo de gestão e trato interpessoal da presidenta Dilma Roussef, com quem mantém boa relação.
No decorrer de seu mandato como diretora-geral, sua reputação de gestora técnica e imparcial ficou comprometida, após a ocorrência de situações que puseram em dúvida sua competência e postura ética. Foi criticada por receber salário da Petrobras após ter entrado na ANP e ter assumido cargo na PPSA, empresa criada para gerir contratos do pré-sal, já que passou a ocupar ao mesmo tempo o papel de reguladora e de regulado, o que pode gerar conflito de interesses. Foi criticada por demonstrar pouca competência e discernimento durante a crise que levou à bancarrota a petroleira OGX (atual OGPar), fundada pelo ex-bilionário Eike Batista. Ao mesmo tempo que Magda Maria elogiava publicamente a empresa, causando no curto-prazo uma alta de aproximadamente 5% nas ações da OGX, sua direção divulgava informações falsas, como parte de um esquema fraudulento de Pump and dump (P&D), gerando expectativas irreais no mercado e prejuízos aos investidores. A fraude foi investigada pelo MPF, levando ao indiciamento de Eike e mais dois executivos da OGX. Também foi notíciado que com exceção de um leilão de pequenos campos usados, que movimentou pequenos valores, o resultado de leilões de blocos petrolíferos promovidos pela ANP na gestão Magda ficou abaixo do esperado.
Sua gestão encontrou dificuldades com a mudança na cúpula do Ministério de Minas e Energia (MME), ocorrendo a substituição do ministro Edison Lobão, com quem Magda possuía uma boa relação, pelo ministro Eduardo Braga, sendo relatado que houve um azedamento na relação com o novo ministro, motivado por discordâncias na ocupação de cadeiras vagas de diretor na ANP. Após a investigação das fraudes envolvendo a OGX pelo MPF, e da citação do nome do ex-ministro Lobão no âmbito da operação Lava-Jato, cujo modus operandi faz uso liberal de interceptações telefônicas e gravações ambientais como ferramenta de investigação, foi relatado que a diretora mudou sua rotina, passando a evitar discussão de temas sensíveis nas dependências do órgão, preferindo reuniões informais em locais variados e em alguns casos pedindo que os interlocutores deixem celulares e outros equipamentos eletrônicos em recinto separado.

### Escândalo do Panama Papers
Em junho de 2016 foi revelado pelo Estadão Dados e o UOL que o auditor-chefe da ANP é citado no Panama Papers. Antônio Carlos Neves de Mattos aparece como dono de uma offshore criada pela Mossack Fonseca, que também tem entre seus clientes parceiros conhecidos da diretora no setor privado, como Nelson Tanure e Eike Batista. Considerado internamente homem de confiança de Magda Chambriard e do ex-diretor Haroldo Lima, Antônio Carlos é servidor cedido à ANP pelo Ministério da Transparência (extinta CGU), trabalhando na agência há mais de 10 anos na auditoria de todos os procedimentos e contas internas, como as licitações de áreas para exploração de petróleo e o pagamento de royalties. O estatuto dos servidores proíbe a participação em gerência ou administração de sociedade privada, personificada ou não personificada e exercer o comércio. A reveleção de que o auditor chefe da ANP está entre os clientes da firma panamenha lança dúvidas sobre a lisura em diversas gestões da agência reguladora, pois embora existam propósitos lícitos na abertura de contas e empresas offshore quando se trata de agentes privados, a finalidade mais comum é a ocultação de recursos oriundos de atividades criminosas como recebimento de propinas e sonegação fiscal, num refinamento aos tradicionais laranjas e testas de ferro. A ANP e a CGU receberam críticas pela lentidão em apurar a denúncia. Antônio Carlos negou ser dono da offshore e continua exercendo normalmente suas funções na ANP, em agosto de 2016. Magda Chambriard não se pronunciou sobre o assunto.